# Віндсерфінг

Спортсмен, що керує вітрильною дошкою.

Віндсерфінг (від англ. wind — «вітер» і «серфінг») — вид вітрильного спорту і водних розваг, в основі якого лежить майстерність управління на водній поверхні легкою дошкою невеликого розміру з встановленим на ній вітрилом.
Спортивний снаряд, що використовується у віндсерфінгу, називається «вітрильною дошкою» або «віндсерфом», і складається з легкої дошки обтічної форми довжиною 2-4,7 м, виконаної з плавучого матеріалу, і закріпленого на ній в гнучкому з'єднанні вітрила.
Вітрильна дошка являє собою спрощену модель вітрильного судна, позбавленого стерна. Управління здійснюється шляхом нахилу щогли з вітрилом, а при русі в режимі глісування, також за допомогою нахилу самої дошки з борту на борт. Швидкість і напрямок руху залежать від положення вітрила відносно вітру. Положення вітрила контролюється спортсменом («віндсерфером»), який утримує його руками за поперечину — гік-«вішбон».
Рух на парусній дошці можливий при будь-якій силі вітру. Досвідчені спортсмени володіють технікою руху на хвилях, а також виконують стрибки різного ступеня складності.
У даний час віндсерфінг є не тільки видовищним видом спорту, але і популярною водною розвагою для широкого кола людей, які обирають активний відпочинок.
Рух на вітрильній дошці може здійснюватися двома основними способами:
- Водообсяжний режим. Дошка підтримується на плаву за рахунок сили Архімеда, внаслідок чого вона частково занурена у воду. Швидкість руху в такому режимі відносно невисока за рахунок великого опору води.
- Режим глісування. Дошка утримується на поверхні води за рахунок підйомної сили набігаючого потоку. Вихід на глісування можливий при досягненні певної швидкості, що вимагає високої швидкості вітру (близько 6-7 м / с) і великого досвіду управління вітрильною дошкою. Найбільш широкі гоночні дошки («Формула віндсерфінга») з великим вітрилом можуть глісувати при вітрі 3-4 м/с.